# Circulaire du 21 novembre 2017 relative aux règles de féminisation et de rédaction des textes publiés au Journal officiel de la République française
La circulaire du 21 novembre 2017 relative aux règles de féminisation et de rédaction des textes publiés au Journal officiel de la République française est une circulaire du Premier ministre Édouard Philippe publiée au Journal officiel le 22 novembre 2017 (JORF no 0272).

## Recommandations
Cette circulaire, au nom du renforcement de l’égalité entre les femmes et les hommes, appelle à féminiser les titres, les métiers et les fonctions en particulier dans les textes publiés au Journal officiel : « s'agissant des actes de nomination, l'intitulé des fonctions tenues par une femme doit être systématiquement féminisé sauf lorsque cet intitulé est épicène, ». Cette instruction contredit la position exprimée en 2016 par l'Académie française qui déconseillait formellement la féminisation des noms de titres, grades et fonctions officielles, « par distinction avec les noms de métiers, dont le féminin s'impose naturellement dans l'usage ».
La circulaire déconseille l'usage de l'écriture inclusive — définie comme « les pratiques rédactionnelles et typographiques visant à substituer à l'emploi du masculin, lorsqu'il est utilisé dans un sens générique, une graphie faisant ressortir l'existence d'une forme féminine », allusion notamment aux écritures utilisant le point milieu (« candidat·e·s ») — tout en demandant d'utiliser la double flexion quand il s’agit d’un groupe de personnes, c'est-à-dire « de systématiquement recourir (…) à des formules telles que « le candidat ou la candidate » afin de ne pas marquer de préférence de genre ».

## Contexte
Cette circulaire est prise quelques semaines après la publication sur le magazine Slate par 314 professeurs « de tous niveaux et tous publics » d'une tribune déclarant qu'ils avaient décidé de cesser d'enseigner la règle de prédominance du masculin au profit de la règle de proximité, ou de l’accord de majorité ou encore de l’accord au choix : « Nous (…) déclarons avoir cessé ou nous apprêter à cesser d'enseigner la règle de grammaire résumée par la formule “le masculin l'emporte sur le féminin” » suscitant la désapprobation du ministre de l’Éducation Jean-Michel Blanquer. Cette pratique est rejetée par la circulaire qui indique que « les administrations relevant de l'État doivent se conformer aux règles grammaticales et syntaxiques ». D'autres administrations comme la Ville de Paris annoncent conserver l'écriture inclusive dans leurs publications.

## Recours
La circulaire est attaquée devant le Conseil d’État en 2019,. Le recours est rejeté par un arrêt du 28 février 2019, au motif notamment que la circulaire « s’est bornée à donner instruction […] de respecter, dans la rédaction des actes administratifs, les règles grammaticales et syntaxiques en vigueur ». Selon le professeur en droit public Frédéric Rolin, cet arrêt ne tranche toutefois pas la question de la légalité de l’usage de l’écriture dite « inclusive » dans la rédaction d’actes administratifs.

## Textes
- Lire la circulaire du 21 novembre 2017 : Circulaire du 21 novembre 2017 relative aux règles de féminisation et de rédaction des textes publiés au Journal officiel de la République française.
- Lire « Femme, j’écris ton nom… », guide d’aide à la féminisation des noms de métier, titres, grades et fonctions élaboré par le Centre national de la recherche scientifique et l’Institut national de la langue française.